# Pápoc
Pápoc è un comune dell'Ungheria di 393 abitanti (dati 2001). È situato nella contea di Vas.